# 錢洗辨財天宇賀福神社

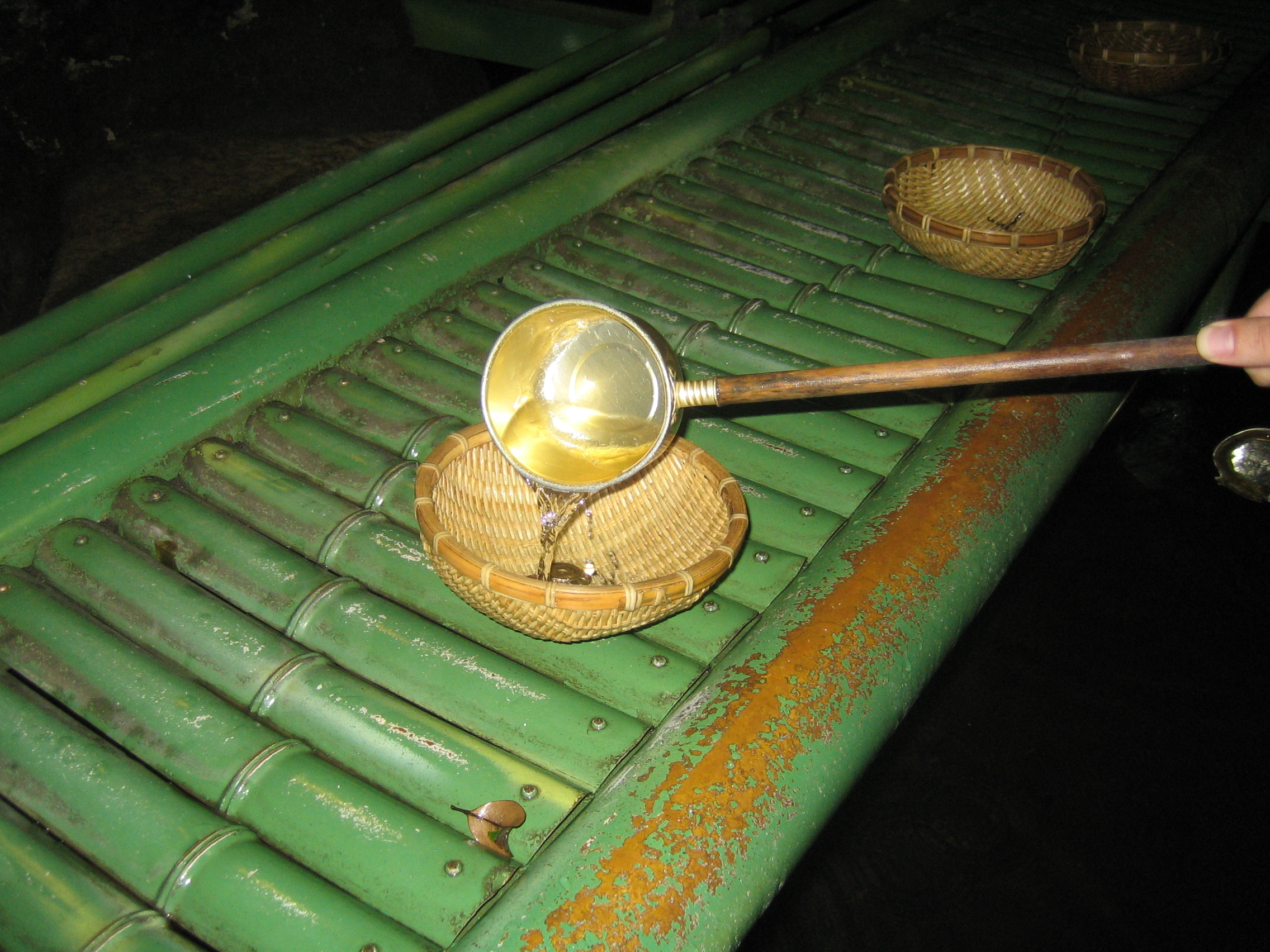
錢洗

錢洗辨財天宇賀福神社（日语：銭洗弁財天宇賀福神社／ぜにあらいべんざいてんうがふくじんじゃ）是位在日本神奈川縣鎌倉市的神社。祭神是市杵島姬命。據說用境內洞窟的清水沖洗硬幣、紙幣，將會增加財富，所以通稱「錢洗辨財天」（錢洗辨天）。

## 社殿、境內
- 四方被急峻的崖包圍，入口是隧道。
- 本宮：祭祀市杵島姬命。
- 奧宮：本宮旁邊的洞窟。湧出的清水稱作錢洗水，鎌倉五名水之一。洞內祭祀宇賀神和辨財天，參拜者將硬幣、紙幣放入洗錢用的竹籃，用錢洗水沖洗。
- 上之水神社、下之水神社、七福神社3座境內社。

## 關連項目
- 辨才天
- 宇賀神
- 鎌倉

## 外部連結
- 神奈川縣神社廳 （页面存档备份，存于）